# Hioki
Hioki (日置市 Hioki-shi?) es una ciudad situada en la prefectura de Kagoshima, Japón. Al 1 de julio de 2024, la ciudad tenía una población estimada de 46.348 habitantes en 22.706 hogares y una densidad de población de 180 personas por km². La superficie total de la ciudad es de 253,01 km² (97,69 millas cuadradas).
Está localizada al suroeste de la isla de Kyūshū.

## Geografía
Hioki se encuentra en el oeste de la península de Satsuma, en el centro oeste de la prefectura de Kagoshima. La zona oeste de la ciudad da al Mar de China Oriental y alberga la playa de Fukiagehama, una de las tres dunas de arena más grandes de Japón. La isla de Kutajima, una isla deshabitada a unos 12 kilómetros de la costa de Fukiagehama, se encuentra dentro de los límites de la ciudad.
La ciudad tiene un clima subtropical húmedo (Cfa en la clasificación climática de Köppen). La temperatura media anual en Hioki es de 17.2 °C. La precipitación media anual es de 2371 mm siendo junio el mes más lluvioso. Las temperaturas son más altas en promedio en agosto, alrededor de 27.5 °C, y más bajas en enero, alrededor de 7.2 °C.
| Parámetros climáticos promedio de Hioki | Parámetros climáticos promedio de Hioki | Parámetros climáticos promedio de Hioki | Parámetros climáticos promedio de Hioki | Parámetros climáticos promedio de Hioki | Parámetros climáticos promedio de Hioki | Parámetros climáticos promedio de Hioki | Parámetros climáticos promedio de Hioki | Parámetros climáticos promedio de Hioki | Parámetros climáticos promedio de Hioki | Parámetros climáticos promedio de Hioki | Parámetros climáticos promedio de Hioki | Parámetros climáticos promedio de Hioki | Parámetros climáticos promedio de Hioki |
| Mes                                     | Ene.                                    | Feb.                                    | Mar.                                    | Abr.                                    | May.                                    | Jun.                                    | Jul.                                    | Ago.                                    | Sep.                                    | Oct.                                    | Nov.                                    | Dic.                                    | Anual                                   |
| --------------------------------------- | --------------------------------------- | --------------------------------------- | --------------------------------------- | --------------------------------------- | --------------------------------------- | --------------------------------------- | --------------------------------------- | --------------------------------------- | --------------------------------------- | --------------------------------------- | --------------------------------------- | --------------------------------------- | --------------------------------------- |
| Temp. máx. media (°C)                   | 11.4                                    | 12.4                                    | 15.5                                    | 19.9                                    | 23.5                                    | 26.3                                    | 30.2                                    | 31.1                                    | 28.4                                    | 23.8                                    | 19                                      | 14                                      | 21.3                                    |
| Temp. media (°C)                        | 7.2                                     | 8.1                                     | 11                                      | 15.5                                    | 19.4                                    | 22.8                                    | 27                                      | 27.5                                    | 24.6                                    | 19.3                                    | 14.4                                    | 9.4                                     | 17.2                                    |
| Temp. mín. media (°C)                   | 3                                       | 3.9                                     | 6.6                                     | 11.1                                    | 15.3                                    | 19.4                                    | 23.8                                    | 24                                      | 20.9                                    | 14.9                                    | 9.8                                     | 4.9                                     | 13.1                                    |
| Precipitación total (mm)                | 97                                      | 114                                     | 155                                     | 222                                     | 256                                     | 424                                     | 345                                     | 231                                     | 221                                     | 116                                     | 98                                      | 92                                      | 2371                                    |
| Fuente:                                 |                                         |                                         |                                         |                                         |                                         |                                         |                                         |                                         |                                         |                                         |                                         |                                         |                                         |

## Demografía
Según los datos del censo japonés, la población de Hioki ha disminuido constantemente en los últimos 60 años.
| Gráfica de evolución demográfica de Hioki entre 1960 y 2022 |
|                                                             |
| Oficina de Estadística de Japón                             |

## Historia
Hioki forma parte de la antigua provincia de Satsuma y fue uno de los centros del clan Shimazu durante los períodos Kamakura y Muromachi. Formó parte de las posesiones del Dominio Satsuma durante el período Edo. El 1 de abril de 1889, se establecieron las aldeas de Nakaijuin, Shimoijuin, Higashiichiki, Hioki, Yoshiri, Nagayoshi en el distrito de Hiki e Isaku en el distrito de Ata, con la creación del sistema de municipios moderno. Nakaijuin fue elevada a la categoría de pueblo en abril de 1922, convirtiéndose en la pueblo de Ijuin, seguida de Isaku en diciembre de 1922 y de Higashiichiki en abril de 1937. Hioki y Yoshiri se fusionaron en abril de 1955 para formar el pueblo de Hiyoshi e Isaku y Nagayoshi se fusionaron para formar el pueblo de Fukiage. La ciudad de Hioki se estableció el 1 de mayo de 2005, a partir de la fusión de los pueblos de Fukiage, Higashiichiki, Hiyoshi e Ijūin (todas del distrito de Hioki).

## Economía
Hioki tiene una economía mixta de comercio, agricultura, industria ligera y pesca comercial.

## Ciudades hermanas
Hioki está hermanada o tiene tratado de cooperación con:
- Teshikaga, Hokkaidō, Japón;
- Ōgaki, Gifu, Japón;
- Sekigahara, Gifu, Japón;
- Aira, Kagoshima, Japón;
- Taga, Shiga, Japón;
- Minamiōsumi, Kagoshima, Japón;
- Subang Jaya, Malasia;[9]
- Namwon, Corea del Sur.